# Opuntia inaequilateralis
Opuntia inaequilateralis ist eine Pflanzenart in der Gattung der Opuntien (Opuntia) aus der Familie der Kakteengewächse (Cactaceae). Das Artepitheton inaequilateralis leitet sich von den lateinischen Worten in- für ‚nicht‘, aequus für ‚gleich‘ sowie latus für ‚Seite‘ ab und verweist auf die ungleichmäßig geformten Triebabschnitte der Art.

## Beschreibung
Opuntia inaequilateralis wächst strauchig mit ausgebreiteten Zweigen und erreicht Wuchshöhen von bis zu 1,2 Meter. Die glänzend grünen, eiförmigen bis etwas rautenförmigen, schiefen Triebabschnitte sind zu ihrer Basis hin verschmälert und an den Rändern leicht gewellt. Sie sind bis zu 30 Zentimeter lang und bis zu 13 Zentimeter breit. Die pfriemlichen Blattrudimente sind rötlich, kleinen runden Areolen weiß und die dichten Glochiden braun. Von den vier bis sieben bis zu 3 Zentimeter langen weißen Dornen ist einer länger als die übrigen.
Die hellgelben Blüten erreichen Durchmesser von bis zu 6 Zentimeter. Die kugelförmigen bis länglichen, rötlichen bis gelblich grünen Früchte sind bis zu 5 Zentimeter lang.

## Verbreitung und Systematik
Opuntia inaequilateralis stammt vermutlich aus Peru, ist aber seit langem in vielen Gebieten eingeführt.
Die Erstbeschreibung erfolgte 1905 durch Alwin Berger. Ein nomenklatorisches Synonym ist Platyopuntia inaequilateralis (A.Berger) F.Ritter (1981, unkorrekter Name ICBN-Artikel 11.4).

## Nachweise